# Conversación de Jesús con Nicodemo

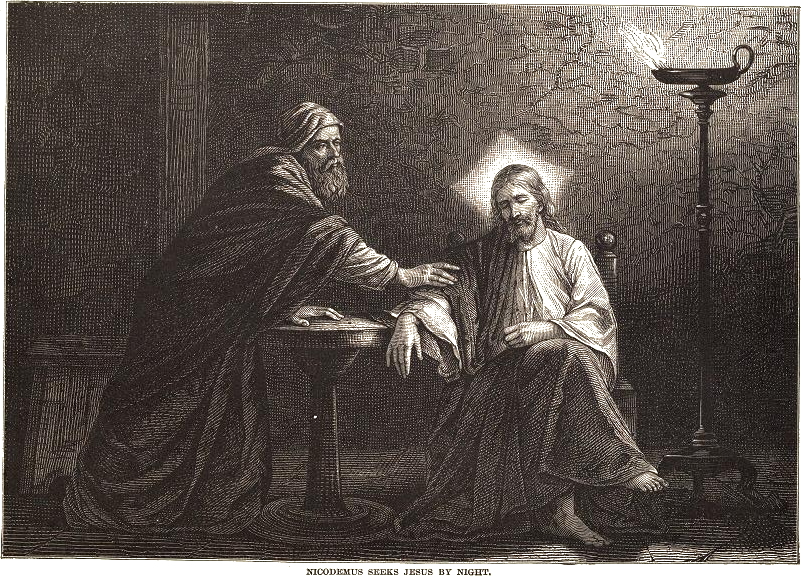
Nicodemo busca a Jesús por la noche por Alexandre Bida (1875)

La conversación de Jesús con Nicodemo se relata en Juan 3:1-21, pero no en los evangelios sinópticos. Por miedo a las autoridades judías, un gobernante de Israel, Nicodemo, uno de los fariseos, acude de noche a véase con Jesús. Jesús le explica que para entrar en el Reino de Dios, debe nacer de nuevo del agua y del Espíritu. Se cree que estas palabras se refieren al Sacramento del Bautismo.

## Narrativa
Había un hombre de los fariseos llamado Nicodemo, jefe de los judíos. Este vino a Jesús de noche y le dijo: «Rabí, sabemos que eres un maestro venido de Dios, porque nadie puede hacer estas señales que tú haces si Dios no está con él.» Jesús le respondió: «En verdad, en verdad te digo que el que no nazca de nuevo no puede véase en el Reino de Dios.» Nicodemo le dijo: «¿Cómo puede un hombre nacer siendo viejo? ¿Acaso puede entrar por segunda vez en el seno de su madre y nacer?». Respondió Jesús: «En verdad, en verdad te digo que el que no nazca del agua y del Espíritu no puede entrar en el Reino de Dios. Lo que nace de la carne es carne, y lo que nace del Espíritu es espíritu. No os extrañéis de que os diga: «Tenéis que nacer de nuevo». El viento sopla donde quiere, y oyes su sonido, pero no sabes de dónde viene ni a dónde va. Así sucede con todo el que nace del Espíritu».
Juan 3:1-8, English Standard Version

## Contexto
Se cree que Nicodemo era uno de los 6000 fariseos de la época. Jesús no estaba bien visto por los fariseos ni por el Sanedrín. Cualquier encuentro con Jesús habría puesto en peligro la posición y la reputación de un fariseo, por lo que esta puede ser la razón por la que vino de noche.
Se cree que este nuevo nacimiento del que habla Jesús alude a Oseas 1:10, «Seréis llamados hijos del Dios viviente.»[cita requerida]
El viento se compara con el Espíritu Santo en el Versículo 8 del discurso. Esto puede compararse con Hechos 2, cuando el Espíritu Santo descendió sobre los Apóstoles como «un viento impetuoso».
Nicodemo es mencionado de nuevo en Juan 7:50 y 19:39. Esta última referencia menciona la ocasión en Juan 3 cuando Nicodemo se encontró con Jesús.

## Comentario

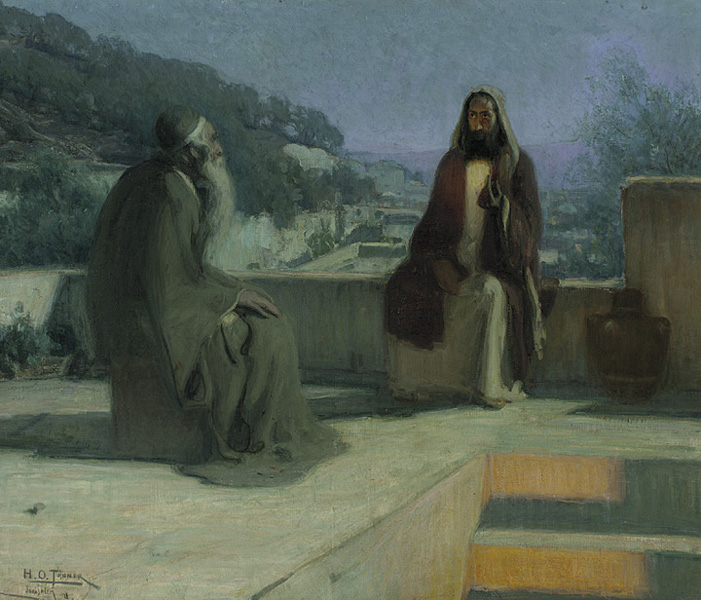
Nicodemo (izquierda) hablando con Jesus. Painting (1899) por Henry Ossawa Tanner.

Roger Baxter, en sus Meditaciones, reflexiona sobre la calidad moral de la timidez de Nicodemo:

Nicodemo siendo un hombre de alto carácter, entre sus conciudadanos, y temeroso de las censuras del mundo, vino durante la noche, para recibir instrucciones de Cristo. Vino de esta manera privada, «por miedo a los judíos», porque su mente probablemente se rebeló ante la idea de aparecer entre los discípulos iletrados y pobres del Hombre-Dios. ¡Cuántos miles han perdido sus almas inmortales por permitirse este sentimiento! ¡Cuántos lo hacen en este momento! No imitéis su ejemplo, sino decid con San Pablo: «No me avergüenzo del Evangelio». (Rom. 1:16) Confiesa a Dios confiada y abiertamente, pues Cristo dice: «Cualquiera que se avergonzare de mí y de mis palabras, el Hijo del hombre se avergonzará de él, cuando venga en su majestad.» (Lucas 9:26)

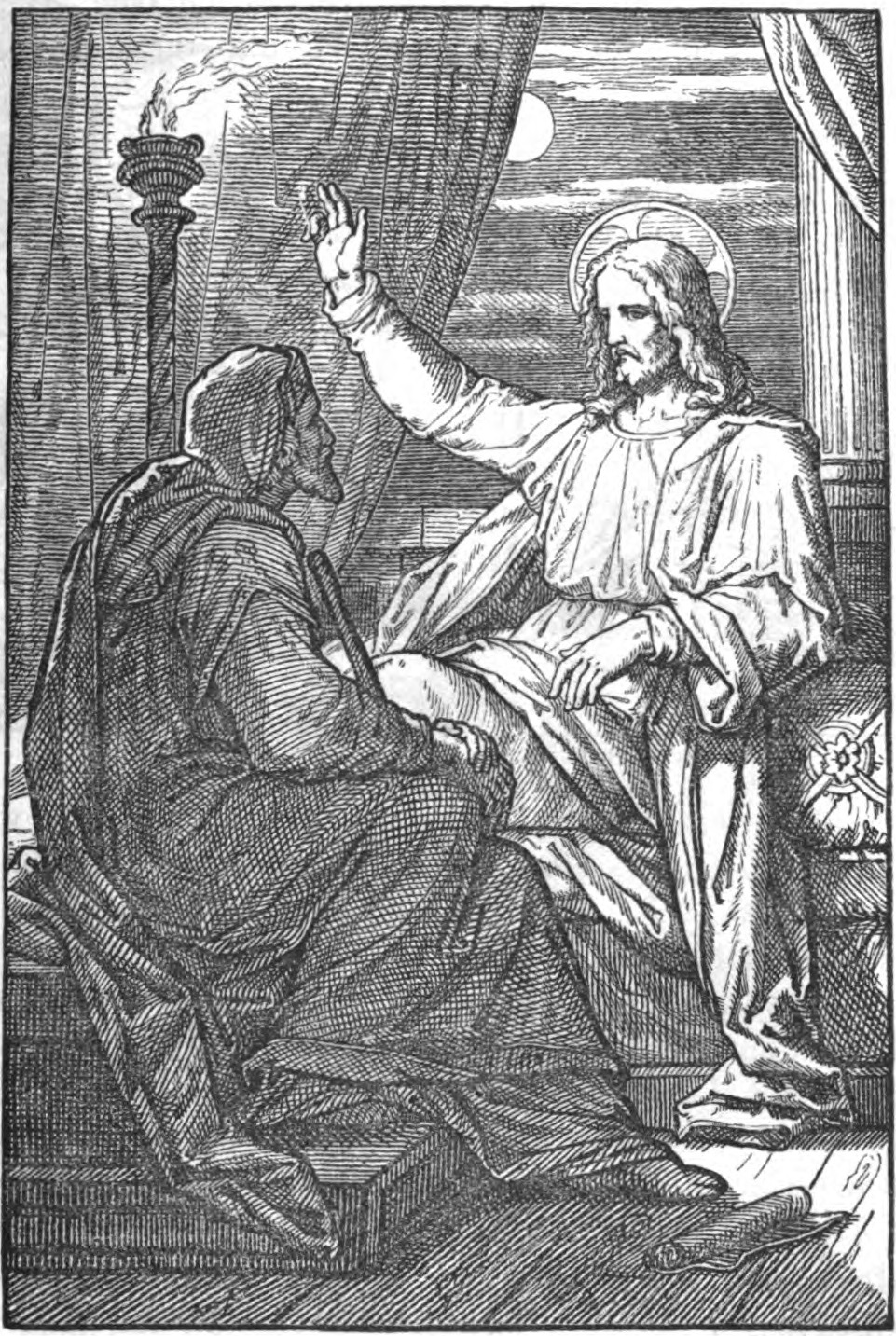
Nicodemo acude a Jesús de noche. (1873)

El teólogo alemán Justus Knecht destaca dos puntos doctrinales que se desprenden de esta narración:

1. 1. La necesidad del Bautismo. Sólo quien renace del agua y del Espíritu Santo tiene parte en el reino de Dios. Por el Bautismo el hombre se convierte en miembro del reino de Dios en la tierra, es decir, de la Iglesia de Jesucristo, y en heredero del reino de Dios en los cielos. Así pues, el Bautismo es absolutamente necesario para la salvación.

2. El pecado original. Las palabras de nuestro Señor atestiguan la existencia del pecado original. Suponen que por nuestro nacimiento natural no tenemos esa vida divina espiritual en nuestra alma que fue dada a nuestros primeros padres en el Paraíso, y consecuentemente que hemos perdido el principio de esa vida, la gracia santificante y todo lo que estaba conectado con ella. Hemos nacido (espiritualmente) muertos. Este es el pecado de nuestro origen de Adán.